# 안도니스 카페조풀로스

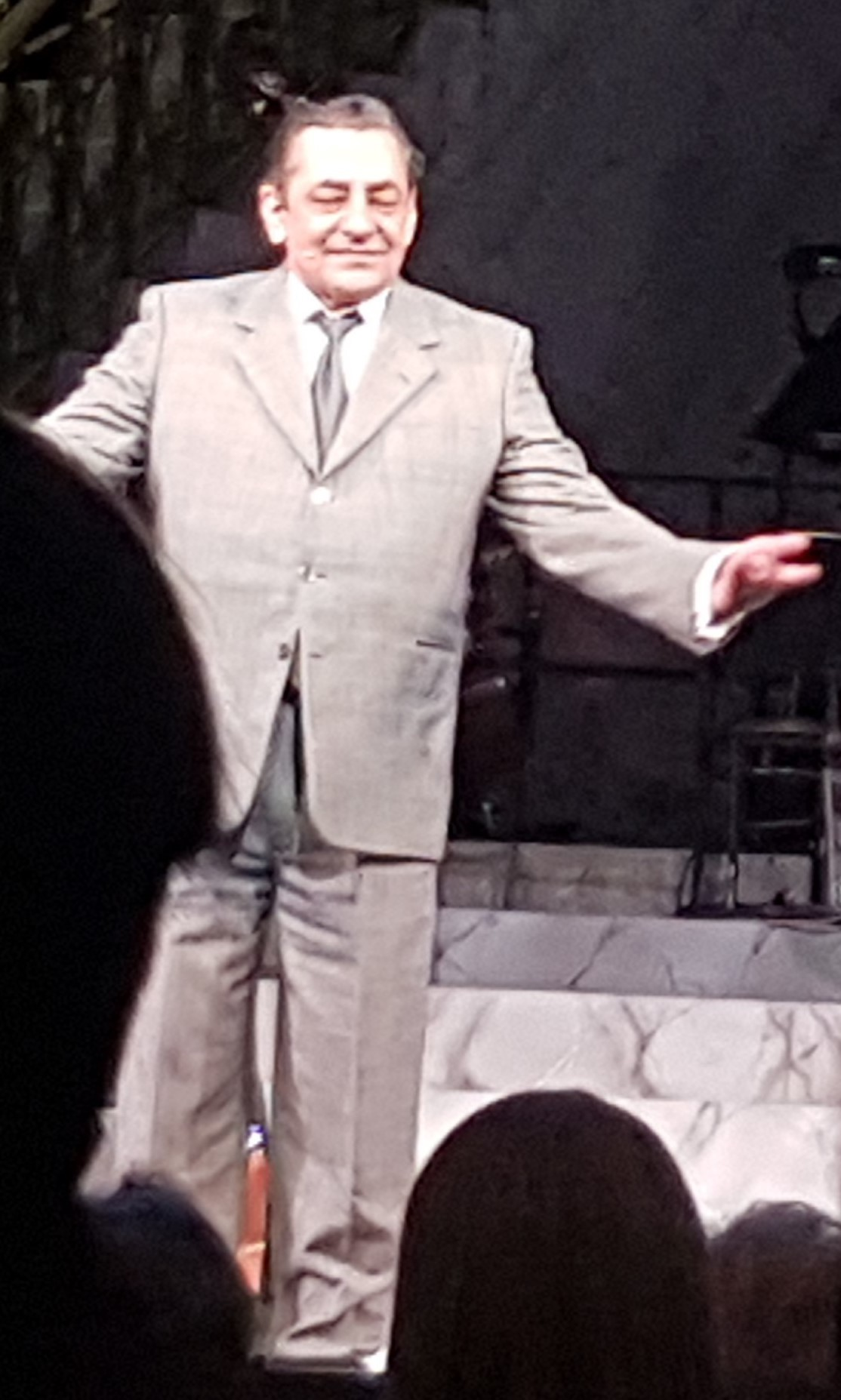

안도니스 카페조풀로스(그리스어: Αντώνης Καφετζόπουλος, 1951년 10월 13일 ~ )는 그리스의 배우, 영화 감독, 각본가, 정치인이다.
이스탄불에서 태어났다.

## 영화
- 1968 (2018년)
- 아간 (2012년)
- 언페어 월드 (2011년)
- 기네스 (2009년)
- 플라토스 아카데미 (2009년)
- 내 가장 친한 친구 (2001년)
- 백 도어 (2000년)